# La Haye-Pesnel
La Haye-Pesnel település Franciaországban, Manche megyében. Lakosainak száma 1261 fő (2022. január 1.). La Haye-Pesnel Équilly, Beauchamps, Champrepus, Hocquigny, La Lucerne-d’Outremer és Le Tanu községekkel határos.

## Népesség
A település népességének változása:
| Lakosok száma | 1193 | 1355 | 1284 | 1365 | 1365 | 1360 | 1330 | 1258 | 1266 | 1261 |
|               | 1968 | 1982 | 1990 | 2006 | 2013 | 2015 | 2017 | 2019 | 2020 | 2022 |